# Abstrackt Keal Agram
Pour les articles homonymes, voir AKA.
Abstrackt Keal Agram (AKA) est un groupe d'électro à tendances hip-hop et rock français, originaire de Morlaix, dans le Finistère. Formé en 2000, leur genre est à la croisée entre musique électronique et hip-hop, d'inspiration rock. La presse spécialisée la décrit comme évocatrice et la compare à des bandes son de films imaginaires. Le groupe se sépare en 2006 avant de se reformer en 2017.

## Biographie
Abstrackt Keal Agram est formé en février 2000, lors du festival Panoramas à Morlaix, dans le Finistère,. En 2001, Abstrackt Keal Agram publie un premier album homonyme sur le label Monopsone / Chronowax. Le groupe publie son deuxième album, Cluster Ville en 2003 sur le label Gooom. Pour ce premier album, le groupe s'inspire de Mo' Wax.
Le groupe publie ensuite son troisième album, Bad Thriller, en 2004. Rompant avec l'uniformité, l'album allie un beat old school à du synthpop. Le groupe, quant à lui, considère cet album comme le point d'achèvement et la synthèse des trois premiers. Le titre Bad Thriller, de même que l'introduction du titre éponyme sur l'album évoquent les slasher, ces films d'horreur où les victimes se font tuer les unes après les autres.
Le groupe se sépare en 2006. En 2007, Lionel fonde le groupe Fortune et compose des chansons pop en anglais aux côtés de Hervé Loos à la batterie, et Pierre Lucas au clavier.

## Discographie
- 2000 : Substracks #1
- 2001 : Abstrackt Keal Agram
- 2003 : Cluster Ville
- 2004 : Bad Thriller
- 2017 : Screen Blood[10]